# L’Art (délicat) de la séduction
L’Art (délicat) de la séduction ist eine französische Filmkomödie aus dem Jahr 2001 und das Regiedebüt des Schauspielers Richard Berry. Als literarische Vorlage diente der Roman Kurtz von Jean-Marc Aubert. In den Hauptrollen sind Patrick Timsit und Cécile de France zu sehen.

## Handlung
Der 40-jährige Autodesigner Étienne, der noch sexuell unerfahren ist, weil er sich für die große Liebe aufhebt, lernt am ersten Weihnachtsfeiertag durch seinen Freund Jacques die junge und attraktive Laure kennen und ist sofort von ihr fasziniert. Laure, die ihn zuvor dabei beobachtet hat, wie er versuchte, einen weinenden Jungen zu trösten, zeigt sich ebenfalls angetan. In dem Café, in dem sie sich kennengelernt haben, treffen sie sich fortan regelmäßig. Auch kommt es zu einem ersten Kuss. Bei einem weiteren Treffen am Neujahrstag eröffnet Laure, die ein großer Fan von Joseph Conrad ist und es der Spannung und ihrer romantischen Ideale wegen liebt zu warten, dass sie mit Étienne Sex haben wolle, aber erst in knapp fünf Monaten: am 27. Mai, 21.00 Uhr.
Bestrebt, sich bestmöglich auf dieses Datum vorzubereiten, bespricht Étienne mit Laure, wie ihr erstes Mal stattfinden soll. Étienne stellt sich einen offenen Kamin vor, Laure wünscht sich ein schönes Parkett und – zu Étiennes großer Freude – einen Kickertisch. Von einer Immobilienmaklerin lässt sich Étienne daraufhin diverse Wohnungen zeigen, die jedoch keinen Kamin besitzen, wie er ihn haben will. Um sich auch auf den Liebesakt vorzubereiten, berechnet er mithilfe eines Computerprogramms die ideale Sexposition und den perfekten Stoßwinkel. Sein Freund Jacques, der in Sachen Sex sehr erfahren ist und immer wieder neue Liebschaften hat, zeigt sich davon irritiert. Weil Laure Étienne zu verstehen gibt, von ihm auch eine gewisse Ausdauer beim Sex zwecks ihrer eigenen Befriedigung zu erwarten, sucht Étienne einen Zenmeister auf, der ihm dabei helfen soll, eine vorzeitige Ejakulation zu vermeiden. Seine Chefin Alice, die stets von seinen Entwürfen für neue Automodelle begeistert ist, gibt Étienne unterdessen bereitwillig Urlaub. Und auch eine Wohnung mit offenem Kamin ist schließlich gefunden.
Da Laure, die sich mit Sport fit hält, Étienne nahelegt, sich für die gemeinsame Liebesnacht ebenfalls in Form zu bringen, geht er fortan regelmäßig in ein Fitnessstudio. Bei einem gemeinsamen Einkauf in einem Chinaladen kommt es zwischen Laure und Étienne zum Streit. Laure reagiert allergisch auf das Wort „Penis“ und schlägt Étienne vor, stattdessen nur das Wort „Glied“ zu benutzen – alle anderen Begriffe für das männliche Geschlechtsteil seien ihr auch zu vulgär. Étienne zeigt sich beleidigt und weigert sich, auf ihren Vorschlag einzugehen, worauf Laure ihre Beziehung für beendet erklärt. Sein Freund Jacques nimmt ihn daraufhin in ein Bordell mit, wo Étienne sich mit einer Prostituierten einlässt. Weil er Laure nicht mehr erreichen kann, fühlt sich Étienne demotiviert und kehrt trotz Urlaub in sein Büro zurück, wo ihn seine Kollegen für das neue, nach seinen Entwürfen gefertigte Automodell bejubeln.
Während Étienne bei der Geburtstagsfeier seiner Nichte Léa eine Zaubershow vorführt, ruft ihn Laure auf seinem Handy an. Sie sei von einem Urlaub zurück und möchte ihn treffen. Bei einem gemeinsamen Besuch einer Ausstellung moderner Skulpturen schlägt Étienne Laure vor, sein Glied einfach „Kurtz“ zu nennen – nach der Figur aus dem von Laure so geschätzten Joseph-Conrad-Roman Herz der Finsternis. Étienne geht daraufhin weiterhin zu Prostituierten, um den Beischlaf zu üben, und kann es kaum erwarten, endlich mit Laure zu schlafen. Auch treffen sie sich wieder regelmäßig, gehen gemeinsam Dessous kaufen und verbringen zusammen einen Tag auf einem Jahrmarkt.
Der 27. Mai rückt schließlich näher. Étienne ist fitter und selbstsicherer denn je und bringt seine neue Wohnung nach einer aufwändigen Renovierung auf Hochglanz. Am 26. Mai bereitet er sich nach ausgiebiger Körperpflege auf den kommenden Tag vor und übt das Warten auf 21.00 Uhr. Überraschend erscheint Laure bei ihm einen Tag eher und sie verbringen eine lange leidenschaftliche Liebesnacht miteinander. Zu ihrer eigentlichen Verabredung am folgenden Abend kommt Laure nicht zur vereinbarten Zeit. Étienne ist enttäuscht. Später am Abend taucht sie schließlich auf – zusammen mit ihrem kleinen Sohn Joseph, der sich sofort auf Étiennes Kickertisch stürzt. Beim nächsten Weihnachtsfest, das Étienne mit der inzwischen schwangeren Laure bei seiner Familie verbringt, trifft auch Jacques ein, der in Étiennes Nachbarin die Frau seines Lebens gefunden hat und bald ebenfalls stolzer Vater wird.

## Hintergrund

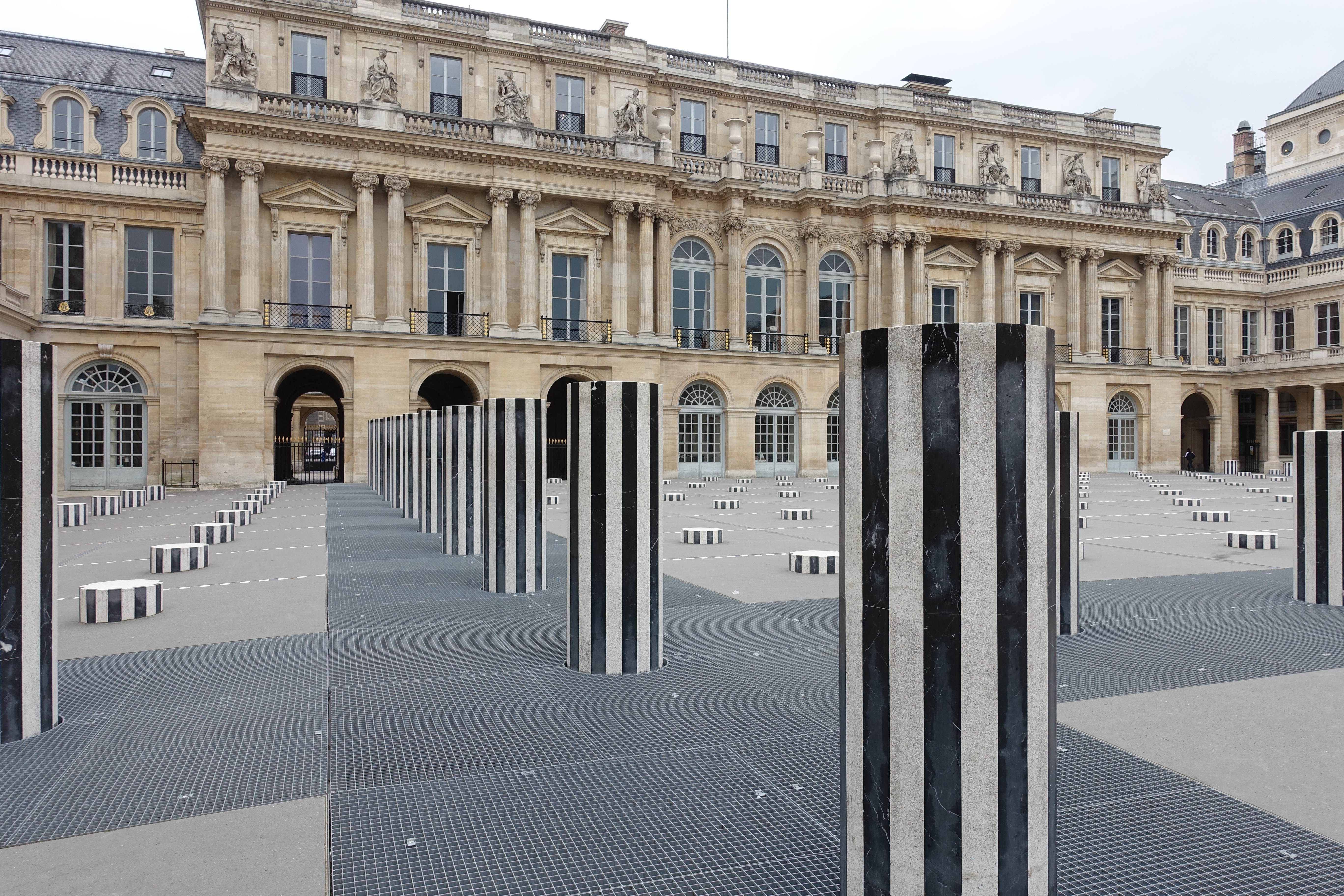
Der Innenhof des Palais Royal in Paris, ein Drehort des Films

Für sein Regiedebüt adaptierte Richard Berry den Roman Kurtz von Jean-Marc Aubert. Fabrice Roger-Lacan stand ihm dabei als Ratgeber zur Seite. In kleinen Nebenrollen sind Berrys Töchter Coline Berry und Joséphine Berry zu sehen, denen Berry den Film im Vorspann widmete. Seine damalige Ehefrau und Mutter von Josephine Berry, die Schauspielerin Jessica Forde, spielte Étiennes Schwester Juliette. Die im Film in einer Ausstellung zu sehenden Skulpturen wurden wiederum von Berrys Bruder, dem Bildhauer Philippe Berry, geschaffen. Für das Szenenbild des Films, dessen Budget 5,56 Millionen Euro betrug, war Jean-Pierre Kohut-Svelko zuständig. Das Kostümbild gestaltete Juliette Chanaud.
Die Dreharbeiten fanden größtenteils in Paris statt. Als Drehorte dienten unter anderem der Innenhof (Cour d’Honneur) des Palais Royal mit der Kunstinstallation Les Deux Plateaux von Daniel Buren, die Brasserie Le Square Trousseau, das Restaurant Le Georges, der Eiffelturm, der Montmartre und das Pariser Stammhaus der Galeries Lafayette. Weitere Aufnahmen entstanden in Chaumontel im Département Val-d’Oise und am Strand von La Baule im Département Loire-Atlantique.
Der Film kam am 21. März 2001 in die französischen Kinos, wo ihn über 300.000 Zuschauer sahen. Am 4. Juli 2001 lief er in Belgien an.

## Kritiken
Le Figaro nannte L’Art (délicat) de la séduction „einen lustigen und manchmal berührenden Film“. Le Parisien wies auf „die Widersprüchlichkeit zwischen dem Thema des Films und seiner Moral“ hin. Dennoch sei es Richard Berry gelungen, den Zuschauer mit seinem Regiedebüt zu unterhalten, „insbesondere dank der leichten Boshaftigkeit seines Freundes Timsit“. Für seinen ersten Film sei Berry in ein Thema eingetaucht, das so viel Aufhebens nicht wert sei, meinte dagegen Le Journal du Dimanche. Der Film nehme viele Umwege und erzähle Geschichten, nur um zu zeigen, wie sich ein Paar auf die erste gemeinsame Liebesnacht fixiere. Das sei „schade, denn das Duo Berry-Timsit funktioniert gut“.
Première attestierte Berry als Regisseur „eine technische Meisterschaft und einen Sinn für Rhythmus“, der für eine Komödie wichtig sei. Dies gelte jedoch nicht für das Drehbuch. Einige weibliche Kritiker warfen dem Film, der auf die Leser von Männerzeitschriften wie Men’s Health ausgerichtet sei, Frauenfeindlichkeit vor (Frauen würden nur als sexuelle Objekte dargestellt) und beklagten sich über den Mangel an Zärtlichkeit (Liebe sei mehr als nur Bettgymnastik).
Lisa Nesselson von Variety zeigte sich enttäuscht von Berrys erzwungen wirkendem Drehbuch. Die Geschichte „eines gewöhnlichen Mannes“, der sich für ein Date mit einer tollen Frau in Form bringe, sei eine „schwache“ Mischung aus Rocky und einer beliebigen Anzahl von Komödien, in denen eine Frau einen Mann anmache und dann abblitzen lasse. In Anlehnung an den Filmtitel (deutsch: „Die (delikate) Kunst der Verführung“) bezeichnete Nesselson das Ergebnis als „Die (lauwarme) Mechanik der Langeweile“. Im Gegensatz zu den meisten sexuellen Begegnungen scheine der Film „endlos“ zu sein. Die beiden Hauptdarsteller Patrick Timsit und Cécile de France würden ihre Rollen „spielerisch“ beherrschen; auf der technischen Seite wiederum kämen viele Kamerabewegungen recht eigenwillig daher.